# 3011 Chongqing
3011 Chongqing је астероид са средњом удаљеношћу од Сунца која износи 3,200 астрономских јединица (АЈ).
Апсолутна магнитуда астероида је 11,9.